# Olaf Hansen
Olaf Hansen (* 11. April 1902 in Sankt Petersburg; † 10. Januar 1969 in Kiel) war ein deutsch-russischer Iranist und Indogermanist.

## Leben und Wirken
Olaf Hansen wurde als Sohn von G. O. A. Hansen und Marie Hansen geb. Rödder geboren. Sein Vater  war zu der Zeit Oberbibliothekar der Kaiserlichen Akademie der Wissenschaften. In Folge der Revolution floh die Familie aus Russland, nach längerem Aufenthalt im Baltikum, 1919 nach Hamburg. 1923 legte Olaf Hansen sein Abitur in Hamburg-Blankenese ab.
Hansen studierte iranische und zentralasiatische Philologie. 1927 promovierte er in Hamburg bei Hans Reichelt mit einer Arbeit über eine sogdische buddhistische Dhyana-Handschrift. Noch vor 1931 war er Mitglied der DMG geworden. Von 1933 bis 1934 hielt er sich mit einem Forschungsstipendium in Indien auf. Von 1934 bis 1937 war er mit der Bearbeitung der Papyri in der Papyrussammlung den Staatlichen Museen zu Berlin beschäftigt. 1937 habilitierte er sich an der Universität Berlin und war dann dort vom Wintersemester 1937/38 bis zum Wintersemester 1944/45 als Privatdozent tätig. Zudem war er als freier Mitarbeiter der Orientalischen Kommission der Preußischen Akademie der Wissenschaften tätig. Am 2. März 1940 beantragte Hansen die Aufnahme in die NSDAP und wurde zum 1. April desselben Jahres aufgenommen (Mitgliedsnummer 8.013.106). Anfang der 1940er Jahre gehörte er mit Annemarie von Gabain und Gerhard von Mende zu einer Gruppe von wissenschaftlichen Beratern für die SS-Studie Völker, Volksgruppen und Volksstämme auf dem ehemaligen Gebiet der Sowjetunion. Geschichte, Verbreitung, Rasse, Bekenntnis (herausgegeben vom Reichsführer, Rasseamt und dem Institut für Grenz- und Auslandsstudien). Ziel dieser Studie sollte die Grundlage für eine „volkliche Neugestaltung“, „eins der ernstesten und ersten Probleme bei der Neuordnung des Ostraumes“ (vgl. Generalplan Ost) sein, „ohne dessen Lösung sich die bolschewistischen Reste aus ihm niemals werden beseitigen lassen“; der „Mehrzahl der volklichen Gemeinschaften“ wurde bescheinigt „aus Gründen ihres unzulänglichen rassischen Erbgutes auch die Voraussetzungen zum Erreichen einer wahrhaft volklichen Entwicklungshöhe“ abzugehen. „Vom Schicksal scheint es ihnen bestimmt zu sein, nach intensiver Berührung mit moderner Zivilisation biologisch auszusterben, aufgelöst oder in wirkliche Völker eingeschmolzen zu werden.“ Hansen leistete Kriegsdienst und kam in Kriegsgefangenschaft.
1945 war er Dozent für Russisch in Jena. Von 1947 bis 1949 war er wissenschaftlicher Mitarbeiter an der Deutschen Akademie der Wissenschaften. 1949 erhielt er einen Lehrauftrag für Indogermanistik an der Freien Universität Berlin. 1950 wurde er außerordentlicher Professor für indo-iranische Philologie und Direktor der indo-iranischen Abteilung des indogermanischen Seminars. 1951 wurde er Mitglied der orientalischen Kommission der Akademie der Wissenschaften und der Literatur Mainz. 1963 wurde er ordentlicher Professor sowie Leiter des neuen Seminars für Iranische Philologie an der Freien Universität Berlin. 1964 wurde er korrespondierendes Mitglied des Deutschen Archäologischen Instituts. 1968 wurde er emeritiert und Gastprofessor in Kiel.

## Veröffentlichungen (Auswahl)
- Reste der soghdischen Übersetzung eines Dhyāna-Textes (MS. Or. 8212 (85) des britischen Museums); in Umschrift und mit Übersetzung nebst einem Index verborum. Hamburg 1928, zugl. Hamburg, Phil. F., Dissertation, 1927
- Zur soghdischen Inschrift auf dem dreisprachigen Denkmal von Karabalgasum. Helsinki: Suomalais-Ugrilainen Seura 1930
- Die mittelpersischen Papyri der Papyrussammlung der Staatlichen Museen zu Berlin. Berlin: de Gruyter 1938 (Abhandlungen der Preußischen Akademie der Wissenschaften Jg. 1937, Phil. hist. Kl. Nr. 9), Druckfassung der Habilitations-Schrift Mittelpersische Papyri: Kurze Inhaltswiedergabe von 1936
- Berliner sogdische Texte II. Bruchstücke der großen Sammelhandschrift C2. Verlag der Akademie der Wissenschaften und der Literatur Maiin/Steiner in Kommission, Wiesbaden 1954 (= Abhandlungen der Akademie der Wissenschaften und der Literatur. Geistes- und sozialwissenschaftliche Klasse. Jahrgang 1954, Band 15).
- Mittelpersisches Lesebuch. Berlin: de Gruyter 1963